# Before the Frost...Until the Freeze
Albums de The Black Crowes
Warpaint
(2008) Croweology
(2010)
Before the Frost...Until the Freeze est un double album du groupe de rock américain The Black Crowes, sorti en 2009.

## Présentation
L'album est enregistré en public au studio de Levon Helm à Woodstock, en février et mars 2009. À l'origine, une partie seulement du CD était disponible, l'autre (Until the Freeze) devait être téléchargée. Une version vinyle a été diffusée, elle comprend tous les titres mais dans un ordre différent.

## Titres
Compositions de Chris Robinson et Rich Robinson, sauf indication contraire.

### Version CD
Before the Frost... [CD]
1. "Good Morning Captain" – 3:24
2. "Been a Long Time (Waiting on Love)" – 7:47
3. "Appaloosa" – 3:35
4. "A Train Still Makes a Lonely Sound" – 4:23
5. "I Ain't Hiding" (C. Robinson) – 5:57
6. "Kept My Soul" – 5:23
7. "What Is Home?" (R. Robinson) – 5:13
8. "Houston Don't Dream About Me" – 5:05
9. "Make Glad" – 4:18
10. "And the Band Played On..." – 4:12
11. "The Last Place That Love Lives" (C. Robinson) – 4:57

...Until the Freeze 'téléchargement)
1. "Aimless Peacock" – 6:40
2. "The Shady Grove" – 4:42
3. "The Garden Gate" – 4:21
4. "Greenhorn" – 7:12
5. "Shine Along" – 4:47
6. "Roll Old Jeremiah" (C. Robinson) – 4:40
7. "Lady of Ave. A" – 5:20
8. "So Many Times" (Chris Hillman, Stephen Stills) – 4:53
9. "Fork in the River" (C. Robinson) – 4:11

### Version vinyle
Face 1
1. "Aimless Peacock" – 6:40
2. "Good Morning Captain" – 3:24
3. "Been a Long Time (Waiting on Love)" – 7:47
4. "Greenhorn" – 7:12

Face 2
1. "Appaloosa" – 3:35
2. "The Shady Grove"  – 4:42
3. "The Garden Gate" – 4:21
4. "Shine Along" – 4:47
5. "Roll Old Jeremiah" (C. Robinson) – 4:40
6. "Houston Don't Dream About Me" – 5:05

Face 3
1. "I Ain't Hiding" (C. Robinson) – 5:57
2. "Kept My Soul" – 5:23
3. "Lady of Ave. A" – 5:20
4. "Make Glad" – 4:18
5. "And the Band Played On..." – 4:12

Face 4
1. "What Is Home?" (R. Robinson) – 5:13
2. "So Many Times" (Hillman, Stills) – 4:53
3. "A Train Still Makes a Lonely Sound" – 4:23
4. "Fork in the River" (C. Robinson) – 4:11
5. "The Last Place That Love Lives" (C. Robinson) – 4:57

## Musiciens
The Black Crowes
- Chris Robinson – chant, harmonica, guitare
- Rich Robinson – guitare, sitar, chant
- Steve Gorman – batterie, percussions
- Sven Pipien – basse, chant
- Luther Dickinson – guitare, mandoline
- Adam MacDougall – claviers, chant

Autres musiciens
- Larry Campbell – banjo], flûte, pedal steel guitare
- Joe Magistro – percussions